# CD Guadalajara
Club Deportivo Guadalajara, mer känd som Chivas (getter), är en fotbollsklubb i Guadalajara i Mexiko. Klubben har haft stora framgångar i det mexikanska seriespelet.

## Spelare som lyckats utomlands
- Carlos Salcido (2001-2006)
- Javier Hernández (1997-2010)
- Carlos Vela (2002-2005)